# Blaufränkisch
La blaufränkisch est un cépage de vigne présent en Autriche où il représente environ 5 % de l'encépagement, principalement dans la région du Mittelburgenland. Il est également présent en Hongrie sous le nom de kékfrankos, en Croatie, en Slovénie, en Tchéquie (dans la région de Moravie), et en Slovaquie sous le nom de frankovka, en Allemagne sous les noms de Lemberger ou Limberger et enfin en Italie sous le nom de frankonia. En Belgique, il est autorisé pour l'AOC flamande Hageland .
Il donne un vin fruité et plein de fraîcheur. Aujourd'hui, on peut faire du grand vin avec ce cépage, quelques exemples sont le Domaine Krutzler (dans le Südburgenland) ou Paul Kerschbaum et Franz Weninger (Mittelburgenland). Ces vins sont par ailleurs fréquemment récompensés sur le plan international.

## Synonymes

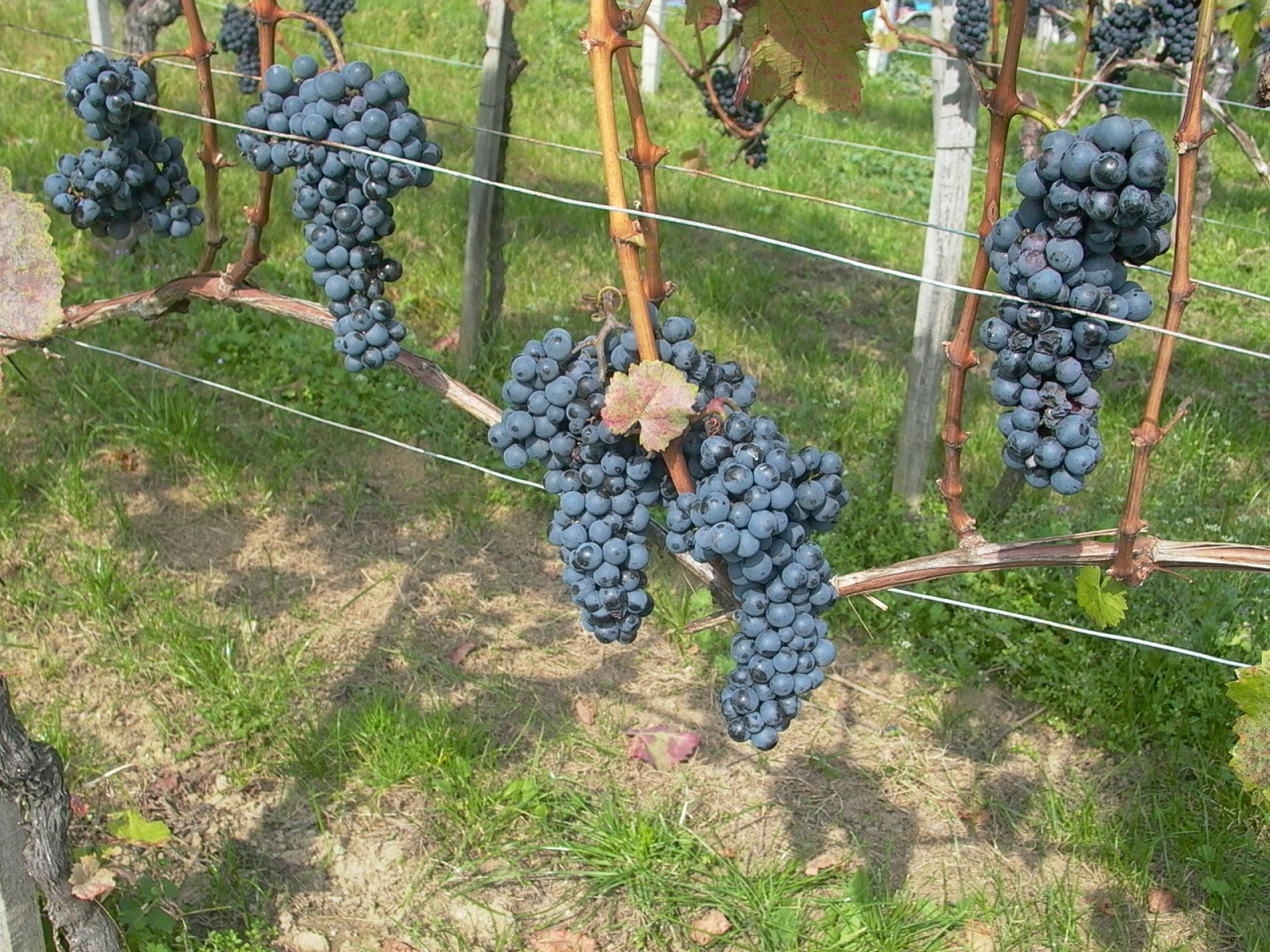
Vigne de blaufränkisch.

La blaufränkisch est connue sous les noms de :
- Blaue Fraenkische
- Blauer Limberger
- Blaufraenkische
- Blaufranchis
- Blaufranchisch
- Blue French
- Borgonja
- Burgund Mare
- Burgunder
- Catonia Burgundica
- Cerne Skalicke
- Cerne Starosvetske
- Cerny Muskatel
- Chirokolistny
- Cierny Zierfandler
- Crna Frankovka
- Crna Moravka
- Enliyarpaqli
- Fekete Frankos
- Fernon
- Fraenkische
- Fraenkische Schwarz
- Fraenkische Schwarze
- Franconia
- Franconia Nera
- Franconia Nero
- Franconien Bleu
- Franconien Noir
- Frankinja
- Frankinja Crna
- Frankinja Modra
- Frankonia
- Frankonien Noir
- Frankos
- Frankos Kek
- Frankovka
- Frankovka Crna
- Frankovka Modra
- Fronkus
- Fruehschwarze
- Game
- Gros Burgunder
- Grossburgunder
- Imberghem
- Imbergher
- Jubilaeumsrebe
- Karmazin
- Kek Frank
- Kek Frankos
- Kekfrank
- Kekfrankos
- Lampart
- Lemberger
- Limberg
- Limberger
- Limberger Black
- Limberger Blauer
- Limberger Noir
- Limburske
- Maehrische
- Maehrische Schwarze Karmazin
- Maehrische Traube
- Maehrischer
- Modra Frankija
- Modra Frankinja
- Modry Hyblink
- Moravka
- Moravske
- Morva Frankinja Crna
- Nagy Burgundi
- Nagyburgundi
- Neskorak
- Neskore
- Neskore Cerne
- Neskore Pozdni
- Noir de Franconie
- Oporto
- Orna Frankovka
- Portugais Lerouse
- Portugais Leroux
- Portugais Rouge
- Portugieser Rother
- Pozdni
- Pozdni Cerne
- Pozdni Skalicke Cerne
- Schwarz Limberger
- Schwarze Fraenkische
- Schwarze Grobe
- Schwarzer Burgunder
- Schwarzfraenkische
- Schwarzgrobe
- Schwarzgrober
- Serina
- Shirokolistnyj
- Sirokolidtnyj
- Sirokolstnii
- Skalické Černé
- Skalické Modré
- Spaetschwarzer
- Sryk Cerny
- Starovetsky Hrozen
- Sura Lisicina
- Szeleslevelue
- Teltfuertue Kekfrankos
- Vaghyburgundi
- Velke Bugundske
- Vojvodino